# جيمس مارشال (كاتب)
جيمس مارشال (بالإنجليزية: James Marshall)‏ هو كاتب للأطفال وكاتب أمريكي، ولد في 10 أكتوبر 1942 في سان أنطونيو في الولايات المتحدة، وتوفي في 13 أكتوبر 1992.

## وصلات خارجية
- جيمس مارشال على موقع IMDb (الإنجليزية)